# NN-129
La carretera NN‑129 es una vía departamental secundaria del departamento de Chontales. Atraviesa zonas rurales entre Cuapa Arriba y El Camastro, siendo un corredor importante para el transporte agrícola y acceso comunitario.

## Trazado y cruces
| km   | Localidad / Punto | Departamento | Conexión / Ruta |
| ---- | ----------------- | ------------ | --------------- |
| 0,0  | Cuapa Arriba      | Chontales    | NN 128          |
| 6,8  | El Balsamo        | Chontales    | Camino vecinal  |
| 16,3 | El Camastro       | Chontales    | Camino local    |

## Coordenadas
Uno de los tramos de la NN‑129 puede ser encontrado en las coordenadas: 11°33′54″N 84°09′42″O / 11.5650, -84.1617